# Ilaje
Ilaje és una Àrea de Govern Local a l'estat d'Ondo, a Nigèria. La seva capital és la ciutat d' Igbokoda. El Ilajes és un grup lingüístic dialectal separat dels ioruba, que junt amb altres integra el grup dels ugbos. Vegeu Regne d'Ilaje.
El govern local va ser creat amb part de l'antiga LGA d'Ilaje/Ese-Odo l'1 d'octubre de 1996. La LGA Consisteix en més de quatre-centes ciutats i pobles, cobrint una àrea de 3.000 quilòmetres quadrats. Comparteix frontera al nord amb la LGA d'Okitipupa, al sud amb l'oceà Atlàntic, a l'oest amb l'estat d'Ogun i a l'Est amb l'Estat del Delta.
Tradicionalment la regió és agrupada en 9 regnes a saber: Mahin sota l' Amapetu de Mahin, Ugboland o Ileja sota l' Olugbo d'Ugbo; Aheri sota el Maporure d'Aheri; Etikan sota l' Onikan d'Etikan; Odonla sota l' Alagho d' Odonla; Obenla sota l' Olubo d' Obenla; Obe Ogbaro sota l' Odoka d' Obe Ogbaro; Igbokoda sota l' Olu d' Igbokoda; i Igboegunrin sota l' Odede d' Igboegunrin.

## Geografia
Té una àrea de 1.318 km² i una població de 290.615 al cens del 2006. Els ilajes són un dels pobles més dinàmic i emprenedors de Nigèria. La seva habilitat aquàtica i la seva facilitat d'adaptació els va permetre dominar el dur entorn geogràfic i utilitzar-lo en el seu avantatge. Consegüentment foren capaços de construir comunitats grans com Ugbonla, Aiyetoro, Zion Pepe i Orioke. Aiyetoro Per exemple en els seus millors dies van tenir el més alt ingrés per capita de tota l'Àfrica i va atreure visitants, turistes i investigadors de tot el món.
A part del petroli trobat a l'àrea, altres materials minerals disponibles a Ilaje són la sorra de vidre, sal, derivats del petroli, quars i argila. Els productes agrícoles inclouen peix, porcs, blat de moro, oli del palma, fusta, fibres de ràfia, cocos, plàtans i mandioca.
L'entorn natural d' Ilaje és particularment adequat pel desenvolupament de plantacions d'arròs de gran escala i per la indústria de sal.
Les activitats ocupacionals dels ilajes inclou la pesca, construcció de canoes, de xarxes, estores, restauració, agricultura i comerç.
Igbokoda, la seu del govern local, ha esdevingut un centre de comerç internacional i el seu mercat popular atreu comerciants no només d'altres parts de Nigèria sinó també d'altres països africans especialment Togo, Benín, Ghana, Camerun i Gabon.
Ilaje es troba només a aproximadament 75 quilòmetres de Lagos i el seu entorn aquàtic converteix l'àrea en un entorn adequat pel turisme. Antigament l'àrea sencera va patir marginació i negligència seriosa per part del govern però això sembla en vies de corregir-se. Tanmateix el govern de l'estat d' Ondo s'ha adonat de la importància de Ilaje no només perquè és el seu únic accés a la mar sinó també perquè és un lloc amb poder econòmic. L'estat està construint una xarxa de carreteres que enllacen l'àrea amb el hinterland i ha promès proporcionar coses bàsiques com l'electricitat i l'aigua.